# Terza guerra di successione giavanese
La terza guerra di successione giavanese fu una lotta tra il sultano Pakubuwana III di Mataram supportato dalla Compagnia olandese delle Indie orientali e dei principi rivali che contestavano il suo diritto di ascendere al trono. La guerra portò alla partizione del sultanato Mataram in due parti, e poi in tre stati, nominalmente indipendenti: Surakarta, Yogyakarta e Mangkunegara.

## Cause
La causa della terza guerra di successione giavanese fu il cattivo trattamento che il governatore generale Imhoff rivolse al fratello del regnante Pakubuwana II di Surakarta. Questo Jason Mangku Bumi detto anche Mangka, si ribellò alla Compagnia olandese delle Indie orientali, la quale ai suoi occhi aveva ammaliato il fratello e l'aveva costretto a dimostrarsi sin troppo accondiscendente verso i coloni europei. Mangkubumi venne supportato da suo cugino Raden Mas Said, un brillante militare, che già aveva iniziato una serie di operazioni di guerriglia contro la compagnia olandese.

## La guerra
Nel bel mezzo della ribellione Mangkubumi del 1749, Pakubuwana II si ammalò e chiamò presso di sé Van Hohendorff, suo fidato amico che gli aveva salvato la vita durante la caduta di Kartasura nel 1742. Il sovrano chiese a Van Hohendorff di assumere il controllo del regno. Hohendorff ne rimase sorpreso e rifiutò, pensando che ciò sarebbe equivalso a nominarlo re di Mataram, ma il re insistette, e pertanto Van Hohendorff chiese all'amico malato di mettere per iscritto la sua decisione. L'11 dicembre 1749, Pakubuwana II siglò un accordo secondo il quale la "sovranità" di Mataram veniva assegnata alla Compagnia olandese delle Indie orientali. 
Mangku Bumi, che era uno dei possibili eredi al trono, chiese il titolo per sé, mentre la compagnia pose sul trono Pakubuwana III di Surakarta, praticamente senza poteri. Mangku Bumi iniziò ad impegnarsi in una lotta armata per la liberazione dal giogo europeo che coinvolse anche buona parte della popolazione.
Dopo anni di battaglie e combattimenti a Grobogan, Demak e soprattutto presso il fiume Bogowonto, gli olandesi ed i mataram riuscirono a sconfiggere i ribelli. Il governatore generale Mossel raggiunse una pacificazione con Hamengkubuwana. Questo portò alla firma del Trattato di Giyanti, così chiamato dalla regione ad est di Surakarta dove i negoziati ebbero luogo: il regno di Mataram venne diviso in due parti. L'antica capitale di Kartasura, luogo di lotta fratricida, venne considerata terra maledetta e sconsacrata e venne pertanto abbandonata.
Pakubuwana III, fondò un nuovo regno a Surakarta che controllava la parte orientale del Mataram (Kasoenanan Solo o Surakarta). Sull'altro fronte, regnava il sultano Hamengkubuwana I sull'altra metà di Mataram, dove eresse la propria nuova capitale a Yogyakarta (Kasultanan Yogyakarta). Mas Said, il combattente, ottenne parte del sultanato di Mataram a sud, presso Mangkoenegara.